# Voltes de la plaça de la Vila (Arbúcies)
Les Voltes de la plaça de la Vila és una obra d'Arbúcies (Selva) inclosa a l'Inventari del Patrimoni Arquitectònic de Catalunya.

## Descripció
Es tracta d'una porxada amb voltes d'arc de mig punt de diferents dimensions que envolta una part de la plaça de la Vila, en front de l'església parroquial. Les voltes estan disposades una al costat de l'altre i corresponen a la planta baixa de diferentes cases, deixant un pas a sota, de coberta plana amb bigues de fusta. Per la part exterior hi ha tres grans contraforts de pedra que sostenten els edificis.
Les voltes són de pedra i a la base dels pilars hi ha, també en pedra, una petita repisa que fa de banc. El terra del pòrtic és enllosat de nou, però la part més exterior conserva la pedra irregular que abans es trobava en tot el paviment.
El mur perpendicular de la dreta, que tanca la plaça, també continua amb dues voltes més, seguint la mateixa estructura.

## Història
No hi ha notícies sobre les dades de la construcció de les arcades. Estan situades al nucli més antic del poble que entorna l'església. La plaça és el nucli primitiu de la població, els preveres encarregats de la parròquia van anar fent diversos establiments de les seves terres alodials, sobretot a partir del segle xiv, període en el qual el nucli de la “cellera d'Arbúcies” tenia trenta cases i ja s'anomenava la plaça, l'església, el cementiri, la rectoria i el carrer del vern.
Les voltes podrien datar-se a partir de la construcció de l'església del segle xvi i un edifici de la plaça del xvii, fan soposar que la construcció de les voltes sigui de la mateixa època tot i haver patit modificacions al llarg dels anys, igual que les cases a les quals pertanyen.